# D 100 (Türkei)
Die D 100 ist eine der fünf großen West-Ost-Achsen in der Türkei. Das D steht für devlet yolu, was Staatsstraße bedeutet. Die 1788 Kilometer lange Straße beginnt in Kapıkule an der bulgarischen Grenze (im europäischen Teil der Türkei), unterquert den Bosporus im Eurasien-Tunnel und führt durch die Schwarzmeerregion und Ostanatolien bis nach Gürbulak an der iranisch-türkischen Grenze.
Weite Streckenabschnitte der Fernstraße D 100 sind auch Teil der Europastraße 80, und zwar von Gerede in der Provinz Bolu bis hinter Doğubeyazıt im äußersten Osten der Türkei (vor 1975 bis Gerede die historische Europastraße E5 von London bis zur syrischen Grenze).

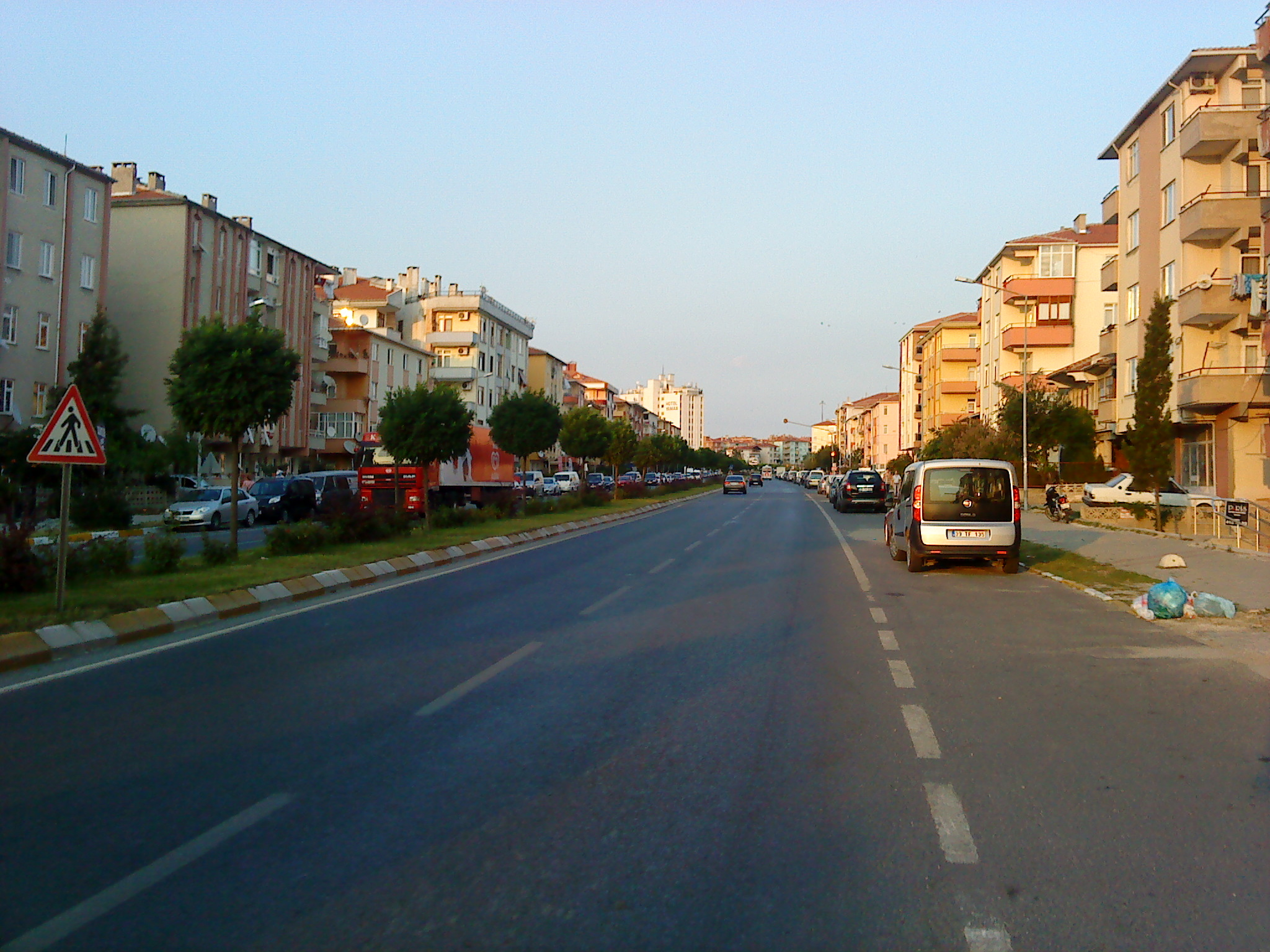
Die Straße in Lüleburgaz (2013)

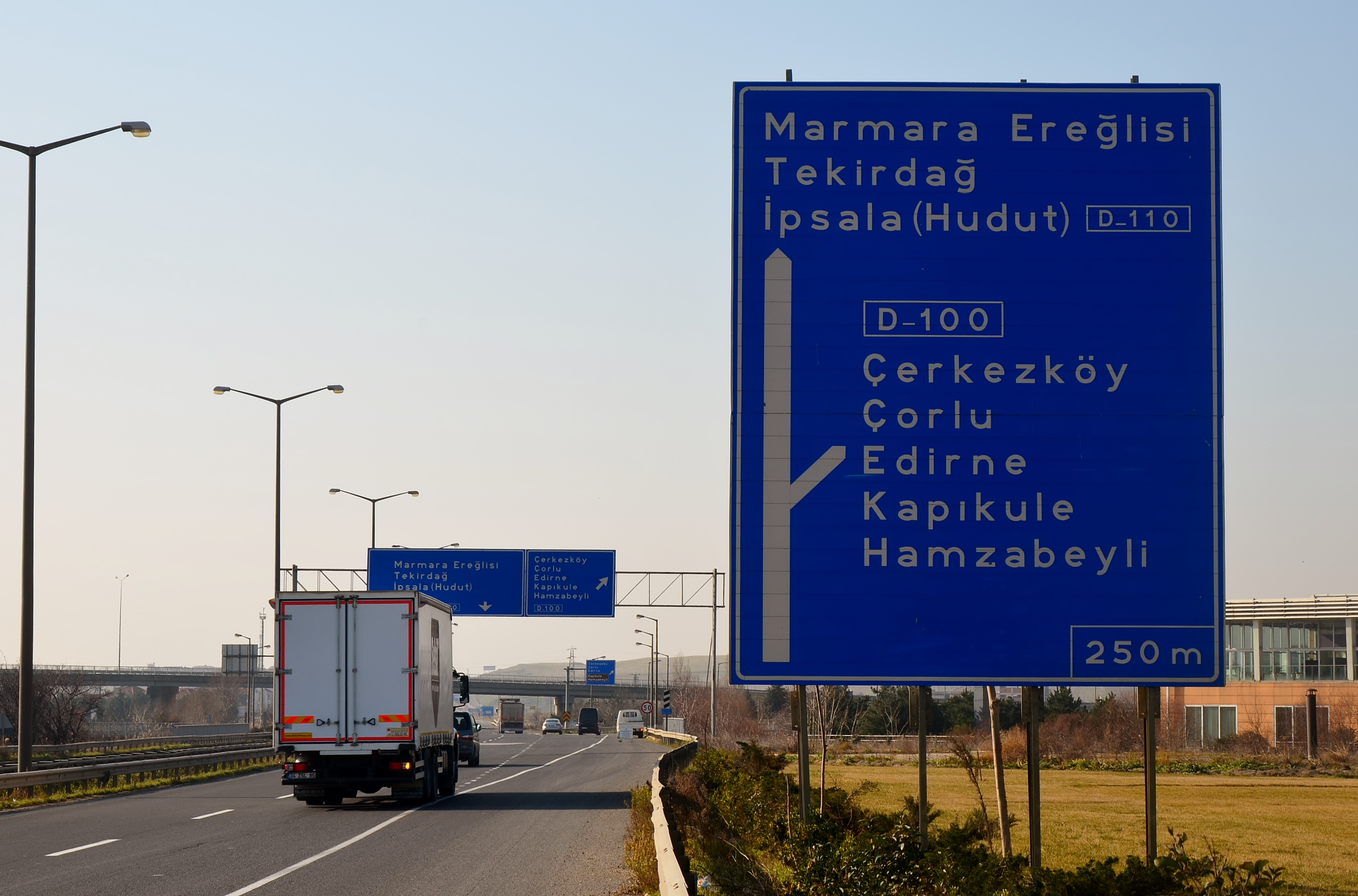
Beschilderung im Stadtbezirk Silivri in Istanbul

## Städte am Streckenverlauf
Edirne ↔ Kırklareli ↔ Lüleburgaz ↔ İstanbul ↔ Gebze ↔ İzmit ↔  Adapazarı ↔ Düzce ↔ Bolu ↔ Gerede ↔ Çerkeş ↔ Çorum ↔ Merzifon ↔ Amasya ↔ Erbaa ↔ Suşehri ↔ Erzincan ↔ Aşkale ↔ Erzurum ↔ Horasan ↔ Ağrı ↔ Doğubeyazıt